# رومان سيارافينو
رومان سيارافينو (24 يناير 1984 في فرنسا - ) (بالفرنسية: Romain Ciaravino)‏ هو لاعب كرة قدم فرنسي في مركز الوسط. لعب مع ستاد لافال ونادي أميين ونادي إستر ونادي فريجوس وGap HAFC ‏ ومارينيان جينياك كوت بلو ‏.

## روابط خارجية
- رومان سيارافينو على موقع قاعدة بيانات كرة القدم.إي يو (الإنجليزية)
- رومان سيارافينو على موقع Soccerway.com (الإنجليزية)
- رومان سيارافينو على موقع عالم كرة القدم.نت (الإنجليزية)
- رومان سيارافينو على موقع GSA (الإنجليزية)